# Karlslunds herrgård
Karlslunds herrgård är en herrgård i kulturreservatet Karlsund i Örebro kommun i Närke. Före 1937 låg herrgården inom Längbro landskommun. Herrgården med dess övriga byggnader och tillhörande mark ägs av Örebro kommun sedan 1966.

## Historik
Karlslund anlades på 1500-talet av hertig Karl, hertig över Närke och Södermanland, senare Karl IX. Efter honom har herrgården sitt namn. Den ursprungliga uppgiften var att som kungsladugård förse Örebro slott med livsmedel och ved.
År 1759 köptes egendomen av ryttmästare Gustaf Ernst Günther. Manbyggnaden uppfördes 1801 av hans son löjtnant Christian Günther, som avled 1815. Arkitekt var Johan Gustaf Forsgren. Senare ägdes Karlslund av grevarna Anckarsvärd. Översten greve Carl Henrik Anckarsvärd lät arkitekten Carl Christoffer Gjörwell d.y. år 1819 ändra exteriören till empirestil. Det såldes av Johan August Anckarsvärd till statsrådet Jonas Wærn, generalmajoren friherre Carl Herman Leuhusen och bruksägaren Gustaf Emanuel af Geijerstam.
Åren 1871–1875 hyrdes Karlslund ut till systrarna Zander som drev den Zanderska flickpensionen . Det såldes 1874 till grosshandlaren i Malmö Johan Henrik Dieden, vars son Theodor Vincent Dieden (1845-1927) ägde det från 1879, och efter honom sonen Theodor Wright Dieden. 
Totalt finns ett 80-tal byggnader som ingår i herrgården. Som mest hade gården omkring hundra anställda.

## Nutid